# Platygaster aegeus
Platygaster aegeus är en stekelart som beskrevs av Walker 1836. Platygaster aegeus ingår i släktet Platygaster och familjen gallmyggesteklar. Arten är reproducerande i Sverige. Inga underarter finns listade i Catalogue of Life.